# Уайт, Люк, 6-й барон Аннали
Люк Ричард Уайт, 6-й барон Аннали (англ. Luke Richard White, 6th Baron Annaly; род. 29 июня 1954 года) — британский наследственный пэр и бывший правительственный хлыст в Палате лордов, который сидел на скамейках консерваторов.

## Происхождение и образование
Родился 29 июня 1954 года. Единственный сын первоклассного игрока в крикет, Люка Уайта, 5-го барона Аннали (1927—1990), и леди Мэри Изабель Пипс (1934—1958), старшей дочери Джона Дигби Томаса Пипса, 7-го графа Котнэма. Его родители развелись в 1956 году, когда ему было два года.
Образование получил в Итонском колледже и Королевской военной академии Сандхерст, позже учился в Королевском сельскохозяйственном колледже в Сайренсестере, получив диплом по управлению сельским имуществом.
Люк Уайт вступил в Королевские гусары, став лейтенантом в 1974 году, и служил в Северной Ирландии.
После смерти отца 30 сентября 1990 года лорд Аннали стал бароном в пэрстве Соединенного Королевства, титул был создан в 1863 году.

## Семья
В 1983 году лорд Аннали женился на Кэролайн Нине Гарнетт (род. 6 июля 1960), младшей дочери полковника Роберта Хью Гарнетта (1921—1994) и Элизабет Энн Артур (род. 1928). У них четверо детей:
- Достопочтенная Лавиния Мэри Уайт (род. 1987)
- Достопочтенная Иона Элизабет Уайт (род. 1989)
- Достопочтенный Люк Генри Уайт (род. 20 сентября 1990), наследник титула
- Достопочтенная Клементина Изабель Уайт (род. 4 апреля 2001)

После развода леди Аннали вышла замуж во второй раз, в 2015 году, за Дэвида Ричарда Ардена Ботта.

## Политика

### Палата лордов
Назначенный в 1994 году лордом в ожидании, лорд Аннали служил кнутом лордов в консервативном правительстве Джона Мейджора, отвечая за Министерство внутренних дел и министерство обороны. С принятием Закона 1999 года Аннали вместе почти со всеми другими наследственными пэрами потерял свое автоматическое право заседать в Палате лордов.
На демонстрациях в поддержку охоты в сентябре 2004 года барон Аннали высказался перед Би-би-си за продолжение охоты, заявив, что это больше не элитарная деятельность: «Я боюсь, что это делается для хороших, старомодных ошибочных представлений о людях, которые охотятся. Люди приезжали со всей страны и из всех слоев общества. Это больше не привилегированная исключительная деятельность». Он отказывается быть привлеченным к каким-либо страданиям преследуемых животных или последствиям того, что такие животные не были отбракованы.

### Окружной совет
С 2007 по 2011 год лорд Аннали был советником одномандатного округа Черуэлл, представлявшего консерваторов, вытеснив либерального демократа.

### Последующая карьера
Лорд Аннали входит в состав местного (церковного) приходского церковного совета в качестве церковного старосты и избирается в англиканский Синод Оксфордского благочиния.
Офицер ордена Святого Иоанна, он является членом крикетного клуба Марилебона, свободным членом галантерейной компании и стюардом Британского управления верховой езды на ипподромах Вулверхэмптона, Уорика и Таустера.